# San Sebastián de Garabandal

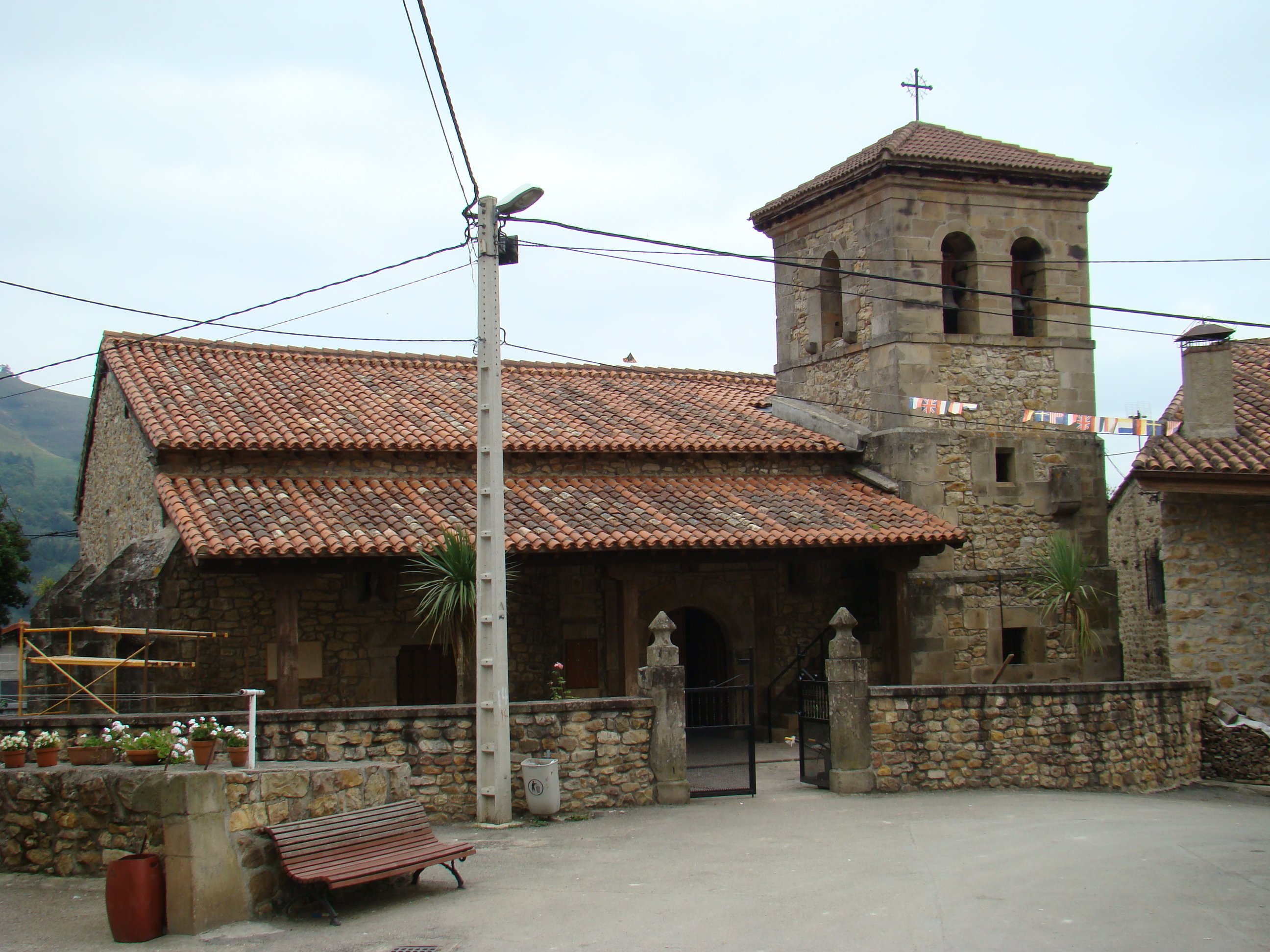
Igreja paroquial da aldeia de São Sebastião de Garabandal.

San Sebastián de Garabandal (em português: São Sebastião de Garabandal), mas normalmente chamada apenas de Garabandal, é uma aldeia rural situada na montanha de Peña Sagra, na região norte de Espanha. Localizada na comunidade autónoma de Cantábria, a cerca de 600 metros de altitude, Garabandal fica a cerca de 55 quilômetros de Santander, capital cantábrica, e a cerca de 400 quilômetros da capital espanhola, Madrid. Estima-se que a sua população ronde, atualmente, os 300 habitantes.